# Arrest Faccini Dori
Het arrest Faccini Dori/Recreb Srl is een uitspraak van het Hof van Justitie van de Europese Gemeenschappen van 14 juli 1994 (zaak C-91/92), inzake een richtlijn die niet tijdig in nationale wetgeving is omgezet. Kan een particulier bij de nationale rechter een rechtstreeks beroep doen op een bepaling van zo'n richtlijn ten opzichte van een andere particulier?

## Richtlijn
Artikel 5 van de Richtlijn 85/577/EEG van de Raad van 20 december 1985 betreffende de bescherming van de consument bij buiten verkoopruimten gesloten overeenkomsten luidt:

1. De consument heeft het recht om, door middel van een kennisgeving binnen een termijn van ten minste 7 dagen na het tijdstip waarop de consument de in artikel 4 bedoelde informatie heeft ontvangen, op de door de nationale wetgeving voorgeschreven wijze en voorwaarden, afstand te doen van de gevolgen van zijn verbintenis. Voor het in acht nemen van de termijn is verzending van de kennisgeving vóór het einde van de termijn voldoende.
2. De kennisgeving heeft tot gevolg dat de consument van alle verplichtingen uit de opgezegde overeenkomst is ontslagen.

## Casus en procesverloop
Mevrouw Paola Faccini Dori heeft in de buurt van het centraal station van Milaan een overeenkomst getekend voor een schriftelijke cursus Engelse handelscorrespondentie bij de vennootschap Interdiffusion. Enkele dagen later, op 23 januari 1989, deelt ze de vennootschap per aangetekende brief mee dat ze haar bestelling annuleert. Zij geeft daarbij aan dat ze, op grond van een Europese richtlijn uit 1985, afstand doet van de gevolgen van de verbintenis, omdat het een buiten verkoopruimten gesloten overeenkomst (colportage) betreft. Nadien heeft Interdiffusion de vordering aan Recreb gecedeerd.
Bij de Giudice conciliatore di Firenze handhaaft Faccini Dori haar standpunt, dat ze conform de richtlijn afstand heeft gedaan van de gevolgen van de verbintenis. Deze rechter verzocht het Hof van Justitie om een prejudiciële beslissing.

## Uitspraak Hof
Het Hof stelt vast dat de betreffende Europese richtlijn uit 1985 voor lidstaten de verplichting met zich meebrengt, om voorschriften vast te stellen die de rechtsbetrekkingen tussen handelaren en consumenten regelen. Het is vaste rechtspraak dat een richtlijn uit zichzelf geen verplichtingen aan particulieren kan opleggen. Wel kunnen sommige bepalingen van een richtlijn door particulieren aan de staat of overheidsorganen worden tegengeworpen. Ook moet een nationale rechter de nationale wetgeving zo veel mogelijk uitleggen in lijn met de richtlijn. Is dat niet mogelijk en wordt een particulier benadeeld door een te trage nationale vertaling van een Europese richtlijn dan kan deze schadevergoeding van de staat vorderen, indien (1) de richtlijn ertoe strekt, aan particulieren rechten toe te kennen, (2) die rechten kunnen worden vastgesteld op basis van de richtlijn en (3) er een causaal verband is tussen de geleden schade en de op de staat rustende verplichting.

## Conclusie
De uitspraak Faccini Dori bevestigt een belangrijk leerstuk rond Europese richtlijnen:
- Een richtlijn is een opdracht (en een verplichting) aan de lidstaten om deze om te zetten in nationale wetgeving, dat wil zeggen om bepaalde voorschriften uit te vaardigen die de richtlijn op nationaal niveau implementeren.
- Een particulier kan zich tegenover de overheid beroepen op rechtstreekse werking van bepalingen in een niet tijdig omgezette richtlijn, indien aan een aantal voorwaarden wordt voldaan (verticale rechtstreekse werking).
- De horizontale rechtstreekse werking van een niet tijdig omgezette richtlijn is beperkt, omdat particulieren er onderling geen beroep op kunnen doen.
- Wel moet een nationale rechter de nationale wetgeving zo veel mogelijk in overeenstemming met de richtlijn uitleggen (richtlijnconforme uitleg).
- Bovendien kan een particulier vergoeding vorderen, indien hij schade ondervindt omdat een lidstaat nalatig is om een richtlijn tijdig om te zetten in nationale wetgeving (Francovich-aansprakelijkheid).